# 13 Pułk Zmechanizowany

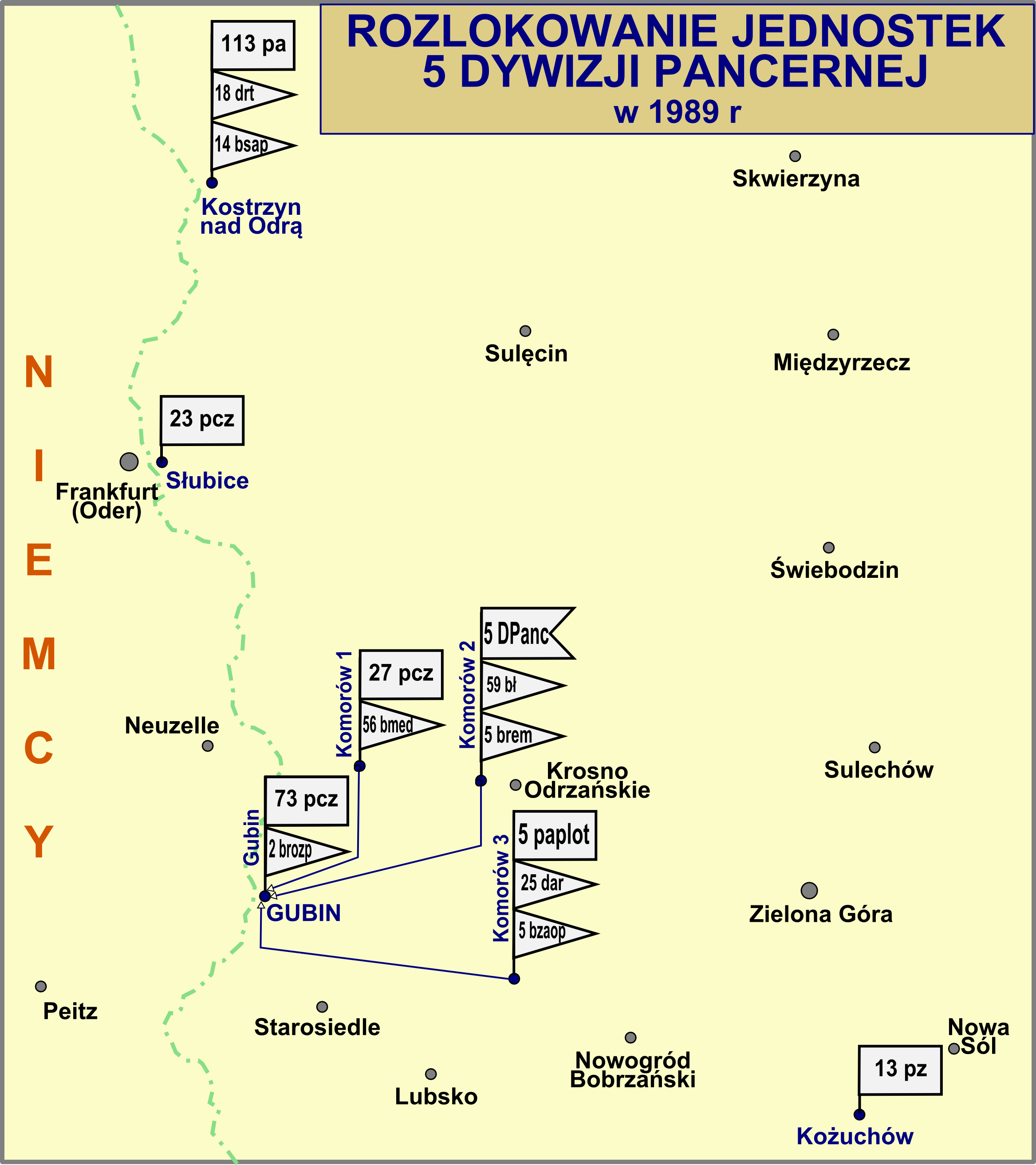
Rozlokowanie 5 DPanc w 1989

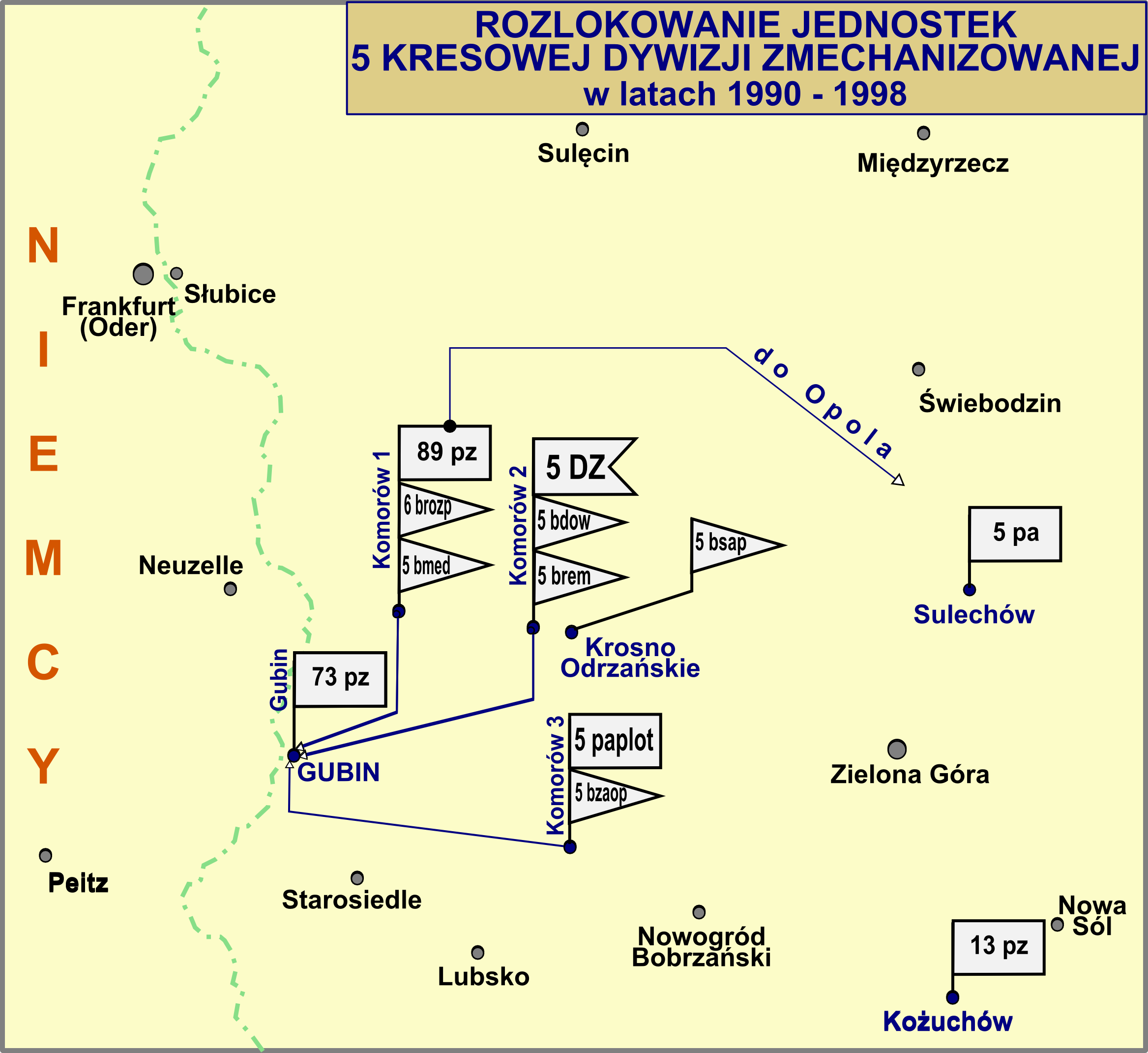
Rozlokowanie jednostek 5 DZ

13 pułk zmechanizowany (13 pz) – dawny oddział zmechanizowany Sił Zbrojnych PRL i Sił Zbrojnych RP.

## Historia
Zgodnie z rozkaz nr 025/MON z 30.09.1967 w sprawie przekazania jednostkom wojskowym historycznych nazw i numerów oraz ustanowienia dorocznych świąt jednostek Dz. Roz. Tjn. MON Nr 10, poz. 53 38 pułk zmechanizowany przyjął tradycje 13 pułku piechoty i został przemianowany na 13 pułk zmechanizowany.
Wchodził w skład 5 Saskiej Dywizji Pancernej, a następnie, po jej przekształceniu, wszedł w skład 5 Kresowej Dywizji Zmechanizowanej. Stacjonował w garnizonie Kożuchów.
Święto obchodził 16 kwietnia.

## Tradycje
Decyzją Ministra ON 49/MON z 23 lipca 1993 pułk przyjął tradycje bojowe regimentów i pułków piechoty oznaczonych cyfrą 13. 
- Wojsk Ordynacji Ostrogskiej 1609–1776
- 13 Regimentu Pieszego Ordynacji Ostrogskiej 1776–1794
- 13 Pułku Piechoty 1809–1814
- 13 Pułku Piechoty Liniowej 1830–1831
- 13 Pułku Piechoty „Dzieci Krakowa” 1918–1939
- 13 Pułku Piechoty „Rysie” 1941–1943
- 13 Wileńskiego Batalionu Strzelców „Rysie” 1943–1947
- 13 pułku piechoty Armii Krajowej 1944

Swoje święto pułk obchodził 31 października.

## Żołnierze pułku
Dowódcy pułku
- ppłk dypl. Zdzisław Wijas (był w 1981)
- ppłk dypl. Andrzej Gil
- ppłk dypl. Aleksander Bortnowski
- mjr dypl. Zbigniew Szura
- ppłk dypl. Jan Pawlik
- ppłk dypl. Bogusław Samol

## Skład (lata 80. XX w)
- Dowództwo i sztab
  - 3 x bataliony zmechanizowane
    - 3 x kompanie zmechanizowane
    - bateria moździerzy 120 mm
    - pluton plot
    - pluton łączności

  - batalion czołgów
    - 3 kompanie czołgów
    - pluton łączności

  - kompania rozpoznawcza
    - drużyna dowodzenia
    - 2x pluton rozpoznawczy

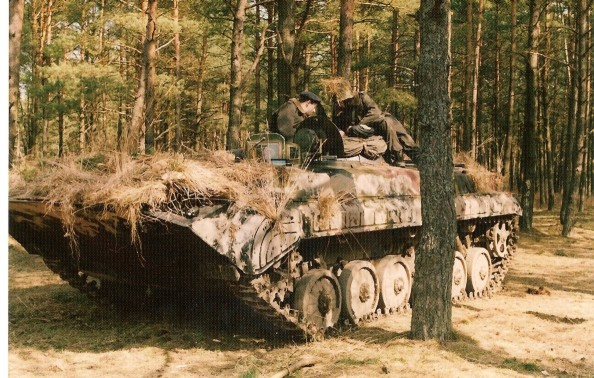
Podstawowy wóz bojowy pułku – (BWP-1)

      - 3x drużyna rozpoznania (dca drrozp, starszy zwiadowca – celowniczy broni pokładowej, zwiadowca, kierowca BRDM-2)

    - pluton rozpoznawczy (skadrowany)

  - bateria haubic 122 mm (Dyon 2S1 od 1985 r.)
  - bateria ppanc
  - kompania saperów
  - bateria plot
  - kompania łączności
  - kompania zaopatrzenia
  - kompania remontowa
  - kompania medyczna
  - pluton chemiczny
  - pluton ochrony i regulacji ruchu
- orkiestra garnizonowa

## Skład po restrukturyzacji (lata 90. XX w)
- Dowództwo i sztab
  - 2 x bataliony zmechanizowane (w tym jeden szkolny)
    - 3 x kompanie zmechanizowane
    - bateria moździerzy 120 mm
    - pluton łączności

  - 2 bataliony czołgów na T-72
    - 3 kompanie czołgów
    - pluton łączności

  - dywizjon artylerii samobieżnej na 122 mm 2S1 Goździk 1985
  - dywizjon plot 1 bplot na ZSU-23-4 i 2 bplot na ZU-23-2
  - pluton ochrony i regulacji ruchu
  - kompania rozpoznawcza
  - kompania łączności
  - kompania saperów
  - bateria przeciwpancerna
  - kompania zaopatrzenia
  - kompania remontowa
  - kompania medyczna
  - pluton rozpoznania skażeń

## Odznaka pułkowa
Odznaka w kształcie krzyża kawalerskiego z kulkami na końcach ramion. Ramiona wypełnione granatową emalią ze srebrnymi krawędziami. Równolegle do krawędzi krzyża przebiega żółty pas. Między ramionami wiązki płomieni w kolorze srebra. Na krzyż nałożony srebrny orzeł państwowy z granatową tarczą na piersi, na której umieszczono numer pułku 13.
Odznakę o wymiarach 41x41 mm, wzorowana na odznace pamiątkowej 13 Pułku Piechoty z 1928, wykonano w pracowni grawerskiej Andrzeja Panasiuka w Warszawie. 
Pierwsze odznaki wręczono 14 września 1993.

## Przekształcenia
1. 38 pułk piechoty → 38 pułk zmechanizowany[c] → 13 pułk zmechanizowany
2. 13 pułk piechoty↘ rozformowany w 1957